# Cinque Terre
Cinque Terre (italienska för "de fem landen") är en 12 till 15 kilometer lång kuststräcka på östligaste delen av den italienska rivieran. Den ligger strax väster om La Spezia i östra Ligurien, och sträcker sig i väster fram till Levanto.
Räknat från nordväst till sydost radar fem fiskebyar upp sig: Monterosso al Mare, Vernazza, Corniglia, Manarola och Riomaggiore.

## Geografi
Området utgör en bergig kuststräcka i den östligaste delen av Ligurien. Här når utlöpare från Apenninerna ända fram till havet, där bergen från hög höjd stupar brant ner i havet. Bergen i direkt anslutning till kusten når upp till mellan 400 och 800 meters höjd, och högre in kan de nå upp till 1500–1800 meters höjd.
Kuststräckan kännetecknas av en komplicerad geologi, där fem olika tektoniska plattor eller plattdelar möts. Dessa bär namnen Gottero, Ottone, Marra, Canetolo och Toscana. Bergveckningen är i huvudsak orienterad i nordvästlig/sydöstlig ledd, parallellt med kustlinjen och till stor del formad under tertiär. Appeninernas bergskedjeveckning daterar sig till största delen till de senaste 4–6 årmiljonerna.
Ur ett geomorfologiskt perspektiv karaktäriseras området av många små avrinningsområden och ofta mycket branta sluttningar. Cirka 57 procent av regionen har sluttningar med mer än 30 graders lutning. Även de många olika berglagren är ofta kraftigt lutande.
Årsnederbörden är cirka 1000 mm, med ett nederbördsmaximum i oktober och november, då det kan komma häftiga slagregn. Den omväxlande topografin förstärker medelhavsklimatet, med varma och torra somrar och tempererade vintrar.
Terrängen har i hög grad modifierats av människan, genom skapandet av odling på en stor mängd stenlagda terrasser. Denna påverkan inkluderar ett antal seklers bearbetning av det tunna lagret av olika sorters sediment.

## Bosättningar
Cinque Terres mänskliga bosättning är i stor utsträckning koncentrerad till de fem byarna/småstäderna, vilka är del av tre kommuner med sammanlagt cirka 4 000 invånare. Dessa är fiskelägen med lång historia, där transporter tills nyligen fick företas över stigar och via mula.

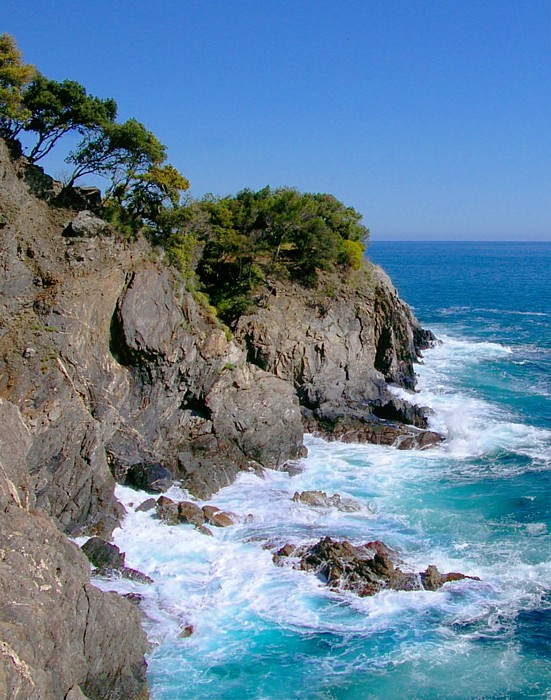
Monterosso
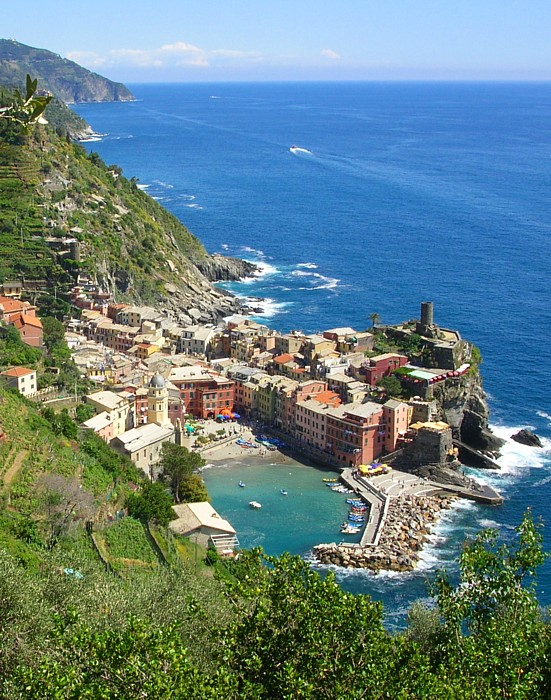
Vernazza
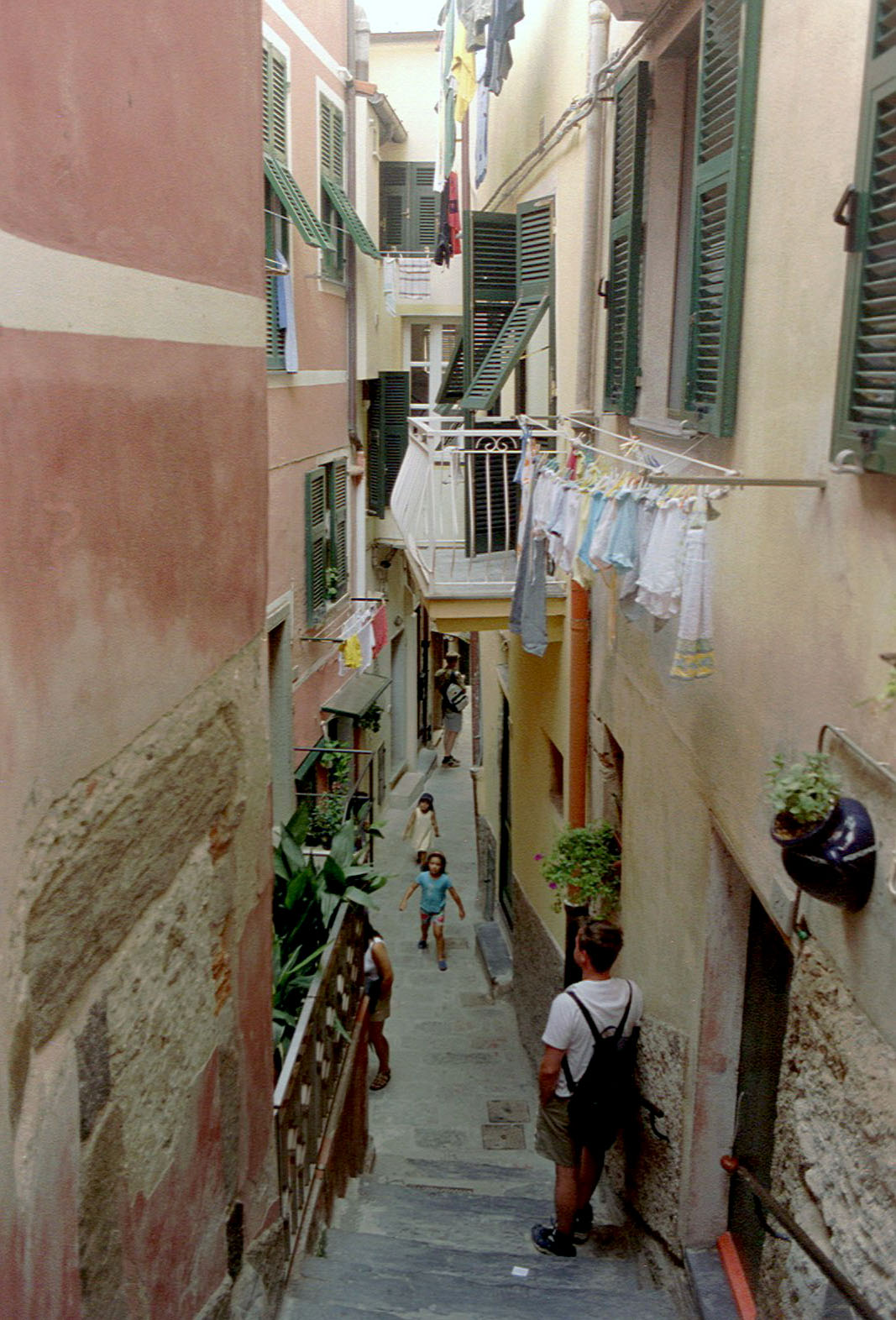
En smal gränd i Vernazza
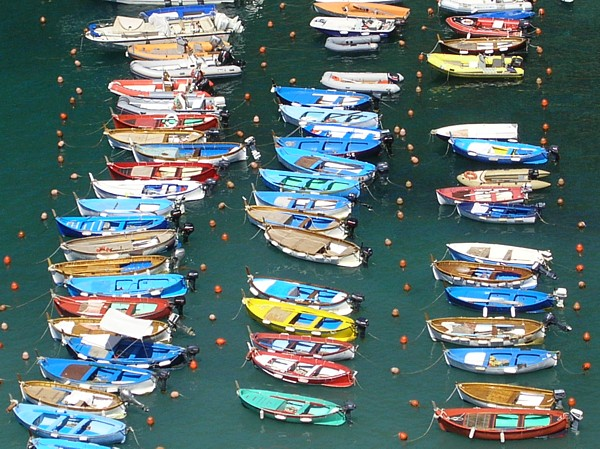
Hamnen i Vernazza
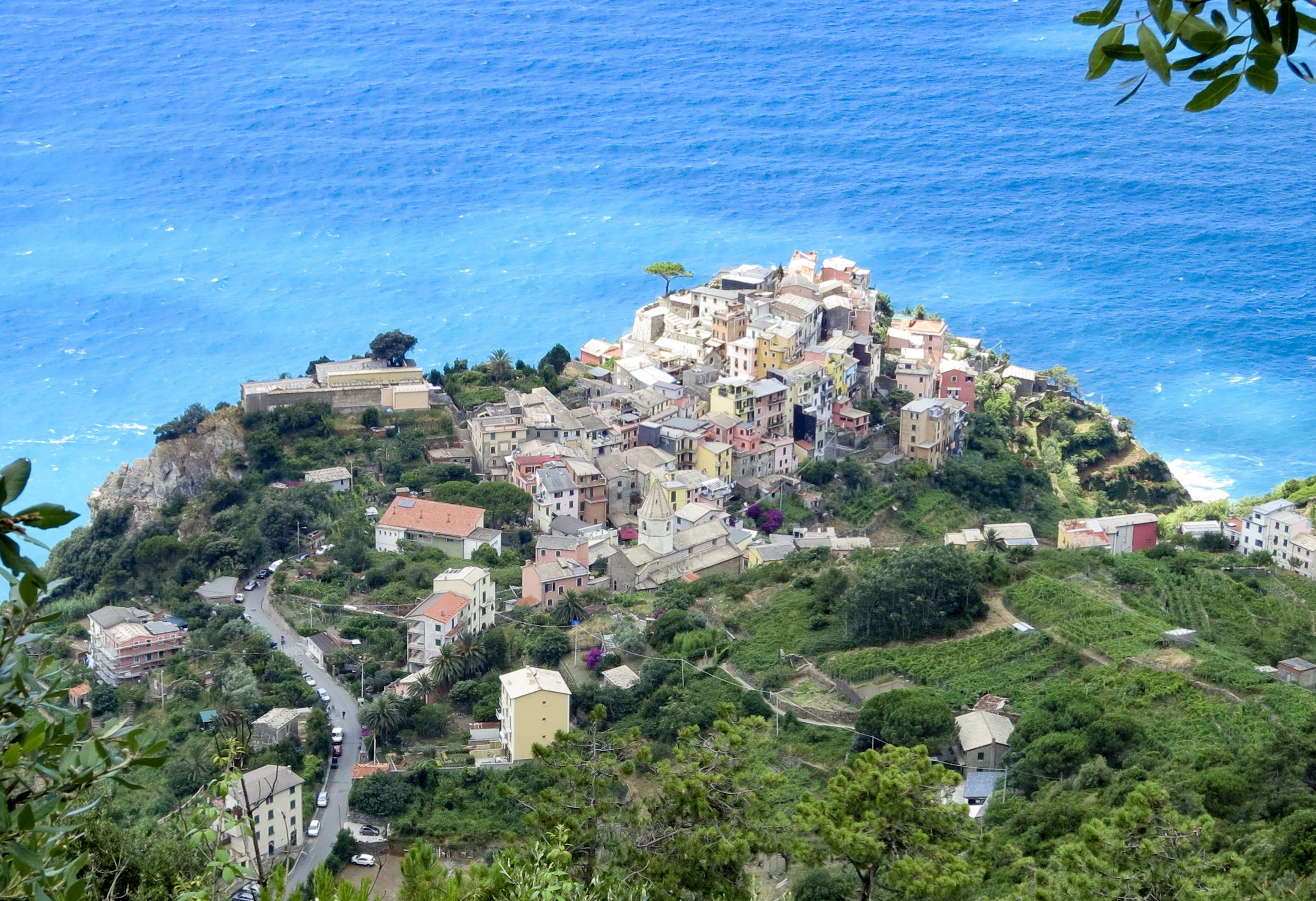
Corniglia

- Monterosso al Mare (1 317 invånare i kommunen, år 2021;[7] 1 206 i tätorten, 2021[8])– den största byn, med en längre strandpromenad. Här finns ett antal stränder (både privata och offentliga). Den enda byn med bebyggelse utefter en flack kustremsa.[6]
- Vernazza (800 invånare i kommunen, år 2018; 399 i tätorten, år 2021[9]) – den mest populära turistdestinationen, med en liten hamn.[6]
- Corniglia – med bebyggelsen på en udde ut mot havet. Omgiven av vingårdar och olivlundar.[6] Den är en kommundel (frazione) i kommunen Vernazza, med en befolkning på 205 personer (år 2021[10]). Byn saknar direkt kontakt med havet och är placerad på toppen av en 100 meter hög udde.

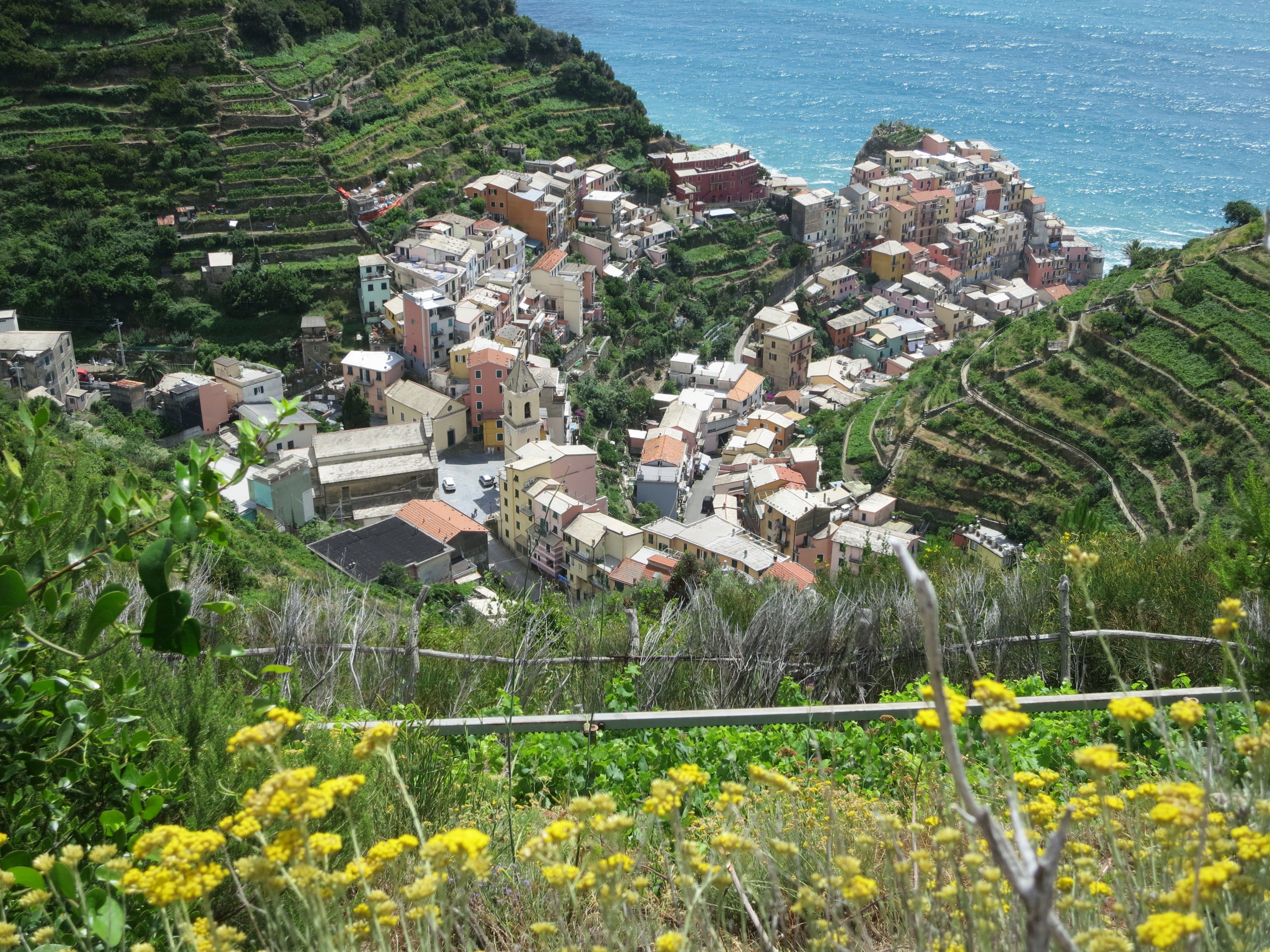
Manarola
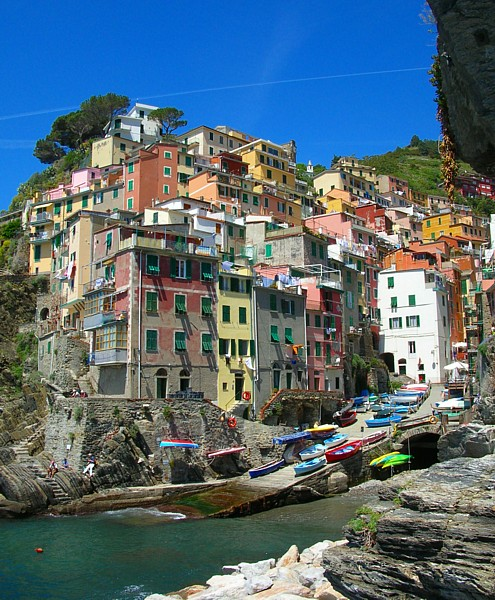
Riomaggiore
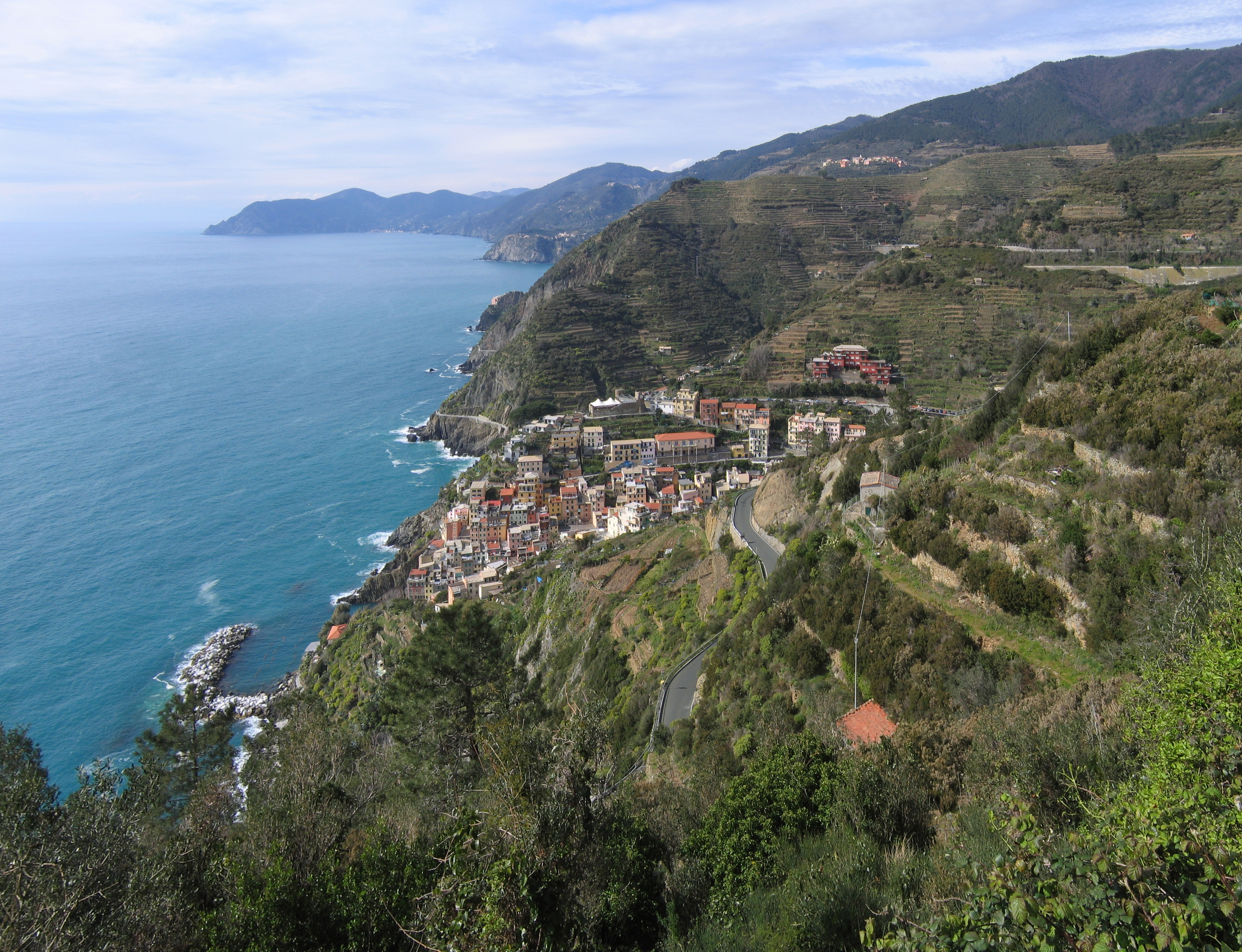
Riomaggiore och Cinque Terre

- Manarola (Manaea på liguriska) – den mest "pittoreska" byn, med båtar ofta målade i varierande färger.[6] Den utgör en frazione till kommunen Riomaggiore, och 2021 hade den 314 folkbokförda invånare.[11]
- Riomaggiore (1 311 invånare i kommunen, år 2021;[12] 868 i tätorten, år 2021[12] – med en liten hamn.[6]

## Historik
Sedan tidig medeltid har utvecklingen av lokal jordbruk förändrat området, genom byggandet av en stor mängd terrasser uppbyggda på stenmurar. Dessa började anläggas på 1000- och 1100-talet.
Denna kuststräcka med brant stupande berg direkt ner i havet var länge i princip onåbart landvägen, utom från sjösidan. Först på 1870-talet byggdes järnvägen mellan Genua och La Spezia, som i området till stor del löper i tunnlar nära havet. De större bilvägarna genom området, som SS1 och E80, löper här långt uppe i bergen.
Hela Cinque Terre-området står sedan 1997 på Unescos världsarvslista. Två år senare etablerades nationalparken Cinque Terre (Parco Nazionale Cinque Terre), vilken täcker en yta på 38 kvadratkilometer. Av dess yta består 41 procent av terrasserade marker.
På senare år har jordbruket minskat avsevärt i betydelse i området. Detta har lett till övergivna odlingsmarker, där vatten och andra naturliga processer kan öka erosionen.

## Ekonomi och infrastruktur

### Turism
Området, med sina småstäder vars bebyggelse klättrar utmed bergssidorna, är en turistattraktion som lockar både italienska och utländska turister. De flesta turisterna anländer mellan juni och augusti, och då kan trängseln på de små bygatorna tidvis vara märkbar. Många av de lokala restaurangerna och de flesta av de fåtaliga hotellen kan vara stängda från november till mars/april.

### Kommunikationer
Förflyttningar inom och mellan områdets små städer företas enklast till fots. Här finns cirka 100 kilometer vandringsleder som löper mellan byarna och i det omgivande landskapet. Det är inte lätt att nå städerna med bil, men man kan resa dit med färja eller järnväg. Färjor till trakten utgår från La Spezia, Lerici och Porto Venere, och dessa angör alla de fem städerna utom Corniglia. Numera knyts de olika byarna även samman med vindlande småvägar som är farbara med bil.
Järnvägen mellan Pisa och Genua går utmed kusten, och alla fem orterna i Cinque Terre har varsin station på linjen. En stor del av vägen går järnvägen i tunnlar.